# Жестокая любовь
«Жестокая любовь» — второй сингл российского поп-певца Филиппа Киркорова из альбома «Незнакомка», выпущенный в декабре 2002 года. Написан Олегом Попковым в 1999 году.

## История создания
За год до выпуска альбома «Незнакомка» состоялся фестиваль «Песня года 2002», на котором песня «Жестокая любовь» в исполнении Филиппа Киркорова вышла в финал. В том же самом году у Киркорова появилась идея выпустить эту песню в качестве сингла, что и было сделано в декабре того же года. Как только этот сингл был выпущен, он тут же завоевал популярность.
Впоследствии оказалось, что песня, возможно, является плагиатом. Лидер французской группы Space Дидье Маруани утверждал, что композиция «Жестокая любовь» в исполнении Киркорова — переработка его произведения Symphonic Space Dream. Обе композиции вышли, приблизительно, в одно и то же время (2002 г.). На декабрь 2016 года велось разбирательство по этому поводу.

## Кавер-версии
15 августа и 29 декабря 2024 года российский певец DJ ROMANOVICH записал 2 кавер-версии песни, а 24 февраля и 19 мая 2025 года включил их в сборник «Неизданное» и альбом «Собачья жизнь».